# Teoria dos dois fatores de Herzberg
Na administração, a teoria dos dois fatores de Herzberg é a teoria proposta por Frederick Herzberg que aborda a situação de motivação e satisfação das pessoas. O objetivo era entender os fatores que causariam insatisfação e aqueles que seriam os responsáveis pela satisfação no ambiente de trabalho.
Nesta teoria, Herzberg afirmava que existiam dois fatores que afetavam o individuo:
- "Fatores motivacionais"/ INTRÍNSECOS (que levam a satisfação): a satisfação no cargo é função do conteúdo ou atividades desafiadoras e estimulantes do cargo. São fatores que estão sob o controle dos indivíduos, pois estão relacionados com aquilo que ele faz e desempenha. Envolvem sentimentos de crescimento individual, reconhecimento profissional e autorrealização;
- "Fatores higiênicos"/ EXTRÍNSECOS (que levam a insatisfação): São fatores administrados e decididos pela empresa, estão fora do controle das pessoas. Os principais fatores são: salário, tipos de supervisão, condições físicas e ambientais de trabalho, políticas e diretrizes da empresa, regulamento interno, etc.

A satisfação no cargo depende dos fatores motivacionais, já a insatisfação, dos fatores higiênicos.
| Fatores que levam à insatisfação (Higiênicos) | Fatores que levam à satisfação (Motivadores) |
| --------------------------------------------- | -------------------------------------------- |
| Política da Empresa                           | Crescimento                                  |
| Condições do ambiente de Trabalho             | Desenvolvimento                              |
| Relacionamento com outros funcionários        | Responsabilidade                             |
| Segurança                                     | Reconhecimento                               |
| Salário                                       | Realização.                                  |